# Alpaida alto
Alpaida alto Levi, 1988 è un ragno appartenente alla famiglia Araneidae.

## Etimologia
Il nome della specie si riferisce alla regione paraguayana di rinvenimento: l'Alto Paraná

## Caratteristiche
L'olotipo femminile rinvenuto ha dimensioni: cefalotorace lungo 3,7 mm, largo 2,8 mm; il primo femore misura 3,4 mm e la patella e la tibia circa 4,0 mm.

## Distribuzione
La specie è stata rinvenuta nel Paraguay meridionale: a 12 km dalla cittadina di Stroessner, nel Centro Forestal de Alto Paraná, nel dipartimento omonimo.

## Tassonomia
Al 2014 non sono note sottospecie e dal 1988 non sono stati esaminati nuovi esemplari.